# Lernamerds
Lernamerds ou Lernamerdz (en arménien Լեռնամերձ) est une communauté rurale du marz d'Armavir, en Arménie. Elle compte 474 habitants en 2009.